# Communauté de communes des Monédières
La communauté de communes des Monédières est une ancienne communauté de communes française, située dans le département de la Corrèze, en région Nouvelle-Aquitaine.
Le Schéma de coopération intercommunale (SDCI) de 2016 impose la suppression de l'intercommunalité car sa population ne dépasse même pas les 5 000 habitants imposés par la Loi NOTRe. Saint-Augustin se tourne vers la communauté d'agglomération Tulle Agglo tandis que les trois autres communes sont intégrées à la communauté de communes de Ventadour.

## Composition
Elle regroupait quatre communes :
| Nom                | Code Insee | Gentilé      | Superficie (km2) | Population (dernière pop. légale) | Densité (hab./km2) |
| ------------------ | ---------- | ------------ | ---------------- | --------------------------------- | ------------------ |
| Chaumeil           | 19051      | Chaumeillois | 31,70            | 162 (2014)                        | 5,1                |
| Meyrignac-l'Église | 19137      |              | 10,22            | 63 (2014)                         | 6,2                |
| Saint-Augustin     | 19181      |              | 29,31            | 429 (2014)                        | 15                 |
| Sarran             | 19251      | Sarranais    | 26,09            | 271 (2014)                        | 10                 |